# Monte Darwin
Monte Darwin – najwyższy szczyt Ziemi Ognistej. Na wspinaczkę najlepiej wybrać grudzień, styczeń, luty lub marzec. Pierwszego wejścia w 1961 r. dokonali Eric Shipton, E. Garcia, F. Vivanco i C. Marangunic.
Nazwę nadał górze kapitan statku HMS Beagle – Robert FitzRoy, by uczcić 25 urodziny Darwina dnia 12 lutego 1834 r.